# La Délivrance d'Arsinoé
La Délivrance d'Arsinoé est une peinture de 1555-1556 du peintre vénitien Le Tintoret, conservée à la Gemäldegalerie Alte Meister de Dresde. Elle montre Arsinoé IV d'Égypte, la demi-sœur de Cléopâtre, fuyant Alexandrie après l'arrivée de Jules César dans la ville en 48 avant J.-C.